# فرودگاه پونتا گروسا
فرودگاه پونتا گروسا (به انگلیسی: Ponta Grossa Airport) (به زبان بومی: Aeroporto Comte. Antonio Amilton Beraldo) یک فرودگاه همگانی ۴۰۴۷ با کد یاتا PGZ است که یک باند فرود بله دارد و طول باند آن آسفالت متر است. این فرودگاه در کشور برزیل قرار دارد و در ارتفاع ۷۸۹ متری از سطح دریا واقع شده‌است.